# Tetto apribile

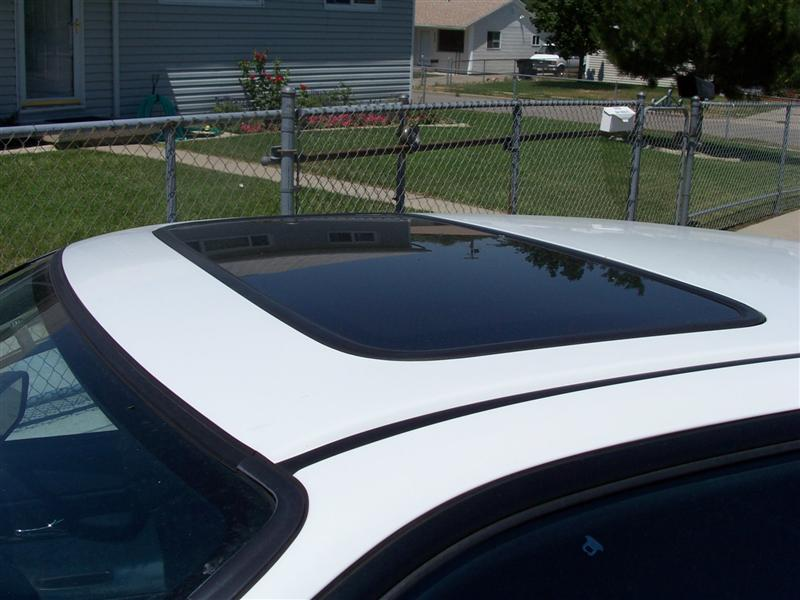
Tetto apribile di una Acura Integra

Il tetto o tettuccio apribile è un'apertura situata sulla parte superiore di un'automobile che si apre e chiude azionando un meccanismo manuale o elettrico. Il tetto apribile serve a permettere all'aria di circolare all'interno del veicolo, e di illuminarne gli interni. Il tettuccio apribile ha anche altre funzionalità pratiche. Infatti, il rumore dell'aria proveniente dal tettuccio aperto è meno forte di quello proveniente dai finestrini mentre l'auto è in movimento. Benché differiscano fra loro per l'aspetto e i materiali di cui sono composti, i tetti apribili dispongono tutti di un telaio, una guarnizione, e delle viti di fissaggio.
Questo elemento mobile può essere munito o meno di un sistema automatico anti-turbolenze, generalmente  attivabile con il semplice aprirsi del tetto.